# À une dame créole
À une dame créole est un poème de Charles Baudelaire écrit en 1841 à l'île de La Réunion, lors de son voyage de retour vers la France, et publié pour la première fois dans L'Artiste en 1845 sous le titre À une créole. Il est numéroté LXI (61) dans Les Fleurs du mal, son célèbre recueil paru en 1857, et dont il est probablement le plus ancien poème. C'est un sonnet en alexandrins dédié à Mme Autard de Bragard, une femme blanche créole de l'île Maurice chez qui il a séjourné quelques semaines plus tôt.

## Origines du poème

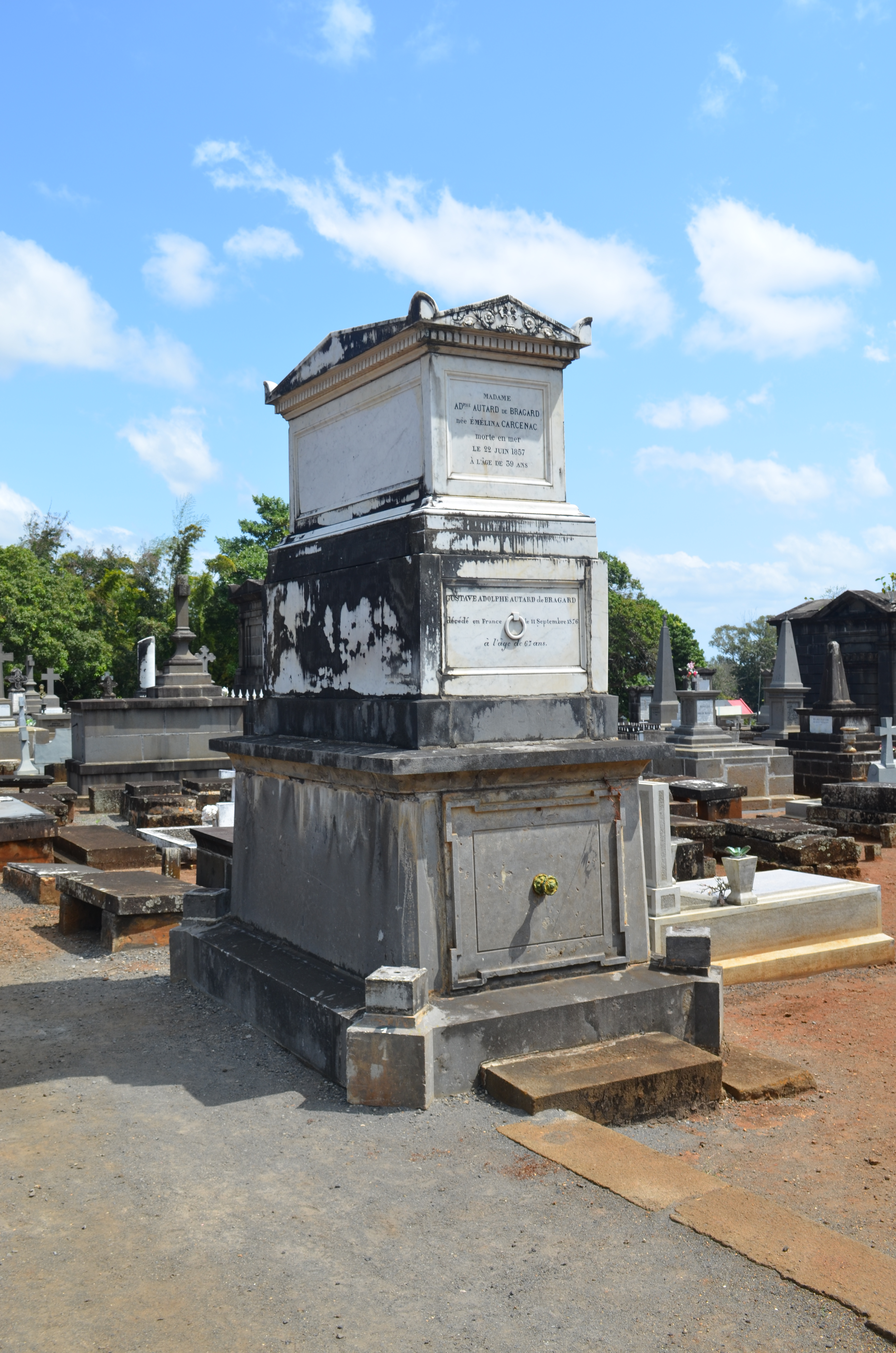
Tombe Emmelina (Marie Louise Antoniette Emelina) de Carcenac, épouse de Gustave Adolphe Autard de Bragard, la dame créole de Charles Baudelaire au cimetière de Pamplemousses.

En 1841, le beau-père de Charles Baudelaire, le général Aupick, décide d'envoyer son beau-fils en voyage aux Indes pour l'arracher à la délétère influence de la vie parisienne. Charles, alors âgé de 20 ans, embarque le 9 juin 1841 à Bordeaux, à bord du Paquebot-des-Mers-du-Sud, à destination de Calcutta. Le 1er septembre, le navire atteint l'île Maurice, où Baudelaire est accueilli par M. et Mme Autard de Bragard, colons d'origine française, chez qui il va séjourner une quinzaine de jours. Il décide ensuite de mettre fin à son voyage pour les Indes et de repartir en France. Le 19 septembre 1841, il débarque à Bourbon (ancien nom de La Réunion) pour une ultime et longue escale avant le voyage du retour vers la métropole, qu'il atteindra le 15 février de l'année suivante.
Le 20 octobre 1841, encore à Bourbon, il adresse une lettre à M. Autard de Bragard à laquelle il joint À une dame créole, en l'honneur de sa femme : « Vous m'avez demandé quelques vers à Maurice pour votre femme, et je ne vous ai pas oublié. Comme il est bon, décent, et convenable, que des vers, adressés à une dame par un jeune homme passent par les mains de son mari avant d'arriver à elle, c'est à vous que je les envoie, afin que vous ne les lui montriez que si cela vous plaît. »
Le poète garde une copie du poème, qu'il publie une première fois en 1845 dans L'Artiste, puis qu'il insère en 1857, 16 ans après sa rédaction, dans son recueil Les Fleurs du mal.

## Texte du poème
À une dame créole

Au pays parfumé que le soleil caresse,

J'ai connu, sous un dais d'arbres tout empourprés

Et de palmiers d'où pleut sur les yeux la paresse,

Une dame créole aux charmes ignorés.

Son teint est pâle et chaud ; la brune enchanteresse

A dans le cou des airs noblement maniérés ;

Grande et svelte en marchant comme une chasseresse,

Son sourire est tranquille et ses yeux assurés.

Si vous alliez, Madame, au vrai pays de gloire,

Sur les bords de la Seine ou de la verte Loire,

Belle digne d'orner les antiques manoirs,

Vous feriez, à l'abri des ombreuses retraites,

Germer mille sonnets dans le cœur des poètes,

Que vos grands yeux rendraient plus soumis que vos noirs.

## Autour du texte
À une dame créole est de facture très classique, mais trouve son originalité dans le rapprochement inédit qu'opère Baudelaire entre le thème exotique (qui sera prépondérant dans sa poésie à venir) et le motif galant inspiré de la poésie du XVIe siècle.
Au XIXe siècle, le terme « créole » désigne essentiellement les blancs nés dans les îles, ce qui correspond à Mme Autard de Bragard, qu'on désignerait aujourd'hui du terme de « franco-mauricien ». Au moment de la rédaction du poème, l'esclavage n'est pas aboli à Bourbon, mais à Maurice, l'esclavage est aboli par les Britanniques depuis le 1er février 1835.
Plusieurs autres poèmes de Baudelaire, en vers ou en prose, s'inspirent directement de son séjour aux Mascareignes — particulièrement à Bourbon. On peut citer, à titre d'exemples, À une Malabaraise qui répond d'une certaine façon à À une dame créole, ou encore La Belle Dorothée tiré des Petits Poèmes en prose.
Maurice Ravel cite le premier vers (« Au pays parfumé que le soleil caresse ») en exergue de son Habanera, troisième pièce de sa Rapsodie espagnole, suite pour orchestre de 1907. Cette Habanera appartenait à une œuvre précédente de Maurice Ravel, les Sites auriculaires, composés pour 2 pianos entre 1895 et 1897, à l'âge de 20 ans et 22 ans.